# جيريمياه بي. هويل
جيريمياه بي. هويل (بالإنجليزية: Jeremiah B. Howell)‏ هو محامي وسياسي أمريكي، ولد في 28 أغسطس 1771 ببروفيدنس في الولايات المتحدة، وتوفي بنفس المكان في 5 فبراير 1822. حزبياً، نشط في الحزب الجمهوري الديمقراطي. وقد انتخب عضو مجلس الشيوخ الأمريكي.